# Frank Martin (jinete)
Frank Hugo Martin (Estocolmo, 30 de diciembre de 1885-Danderyd, 28 de agosto de 1962) fue un jinete sueco que compitió en la modalidad de salto ecuestre. Participó en los Juegos Olímpicos de Amberes 1920, obteniendo una medalla de oro en la prueba por equipos.

## Palmarés internacional
| Juegos Olímpicos | Juegos Olímpicos  | Juegos Olímpicos | Juegos Olímpicos |
| Año              | Lugar             | Medalla          | Categoría        |
| ---------------- | ----------------- | ---------------- | ---------------- |
| 1920             | Amberes (Bélgica) | Medalla de oro   | Por equipos      |